# Queenslandiella hyalina
Queenslandiella es un género monotípico de plantas herbáceas perteneciente a la familia de las ciperáceas. Su única especie, Queenslandiella hyalina, es originaria de Norteamérica.

## Descripción
Son hierbas, anuales, cespitosas. Culmos trígonoz, de 1-35 cm × 0.5-1 mm, glabros. Las hojas planas, de 5-20 cm × 1-2 mm. Inflorescencias: Cabezas ± digitadas, de 8-26 mm de diámetro; rayos 1-6, 0.5-5 cm; brácteas 3-4, ± plana y horizontal de 3-18 cm × 1-2 mm. Espiguillas 6-25, ovoides a lineal-lanceoloides, comprimidas, de 4-15 × 1-2 mm; escamas florales 8-28 (-40), claro, lateralmente, ovadas, 1.4-1.6 × 0,8 mm. Flores: estambres 1-2, anteras 0,2 mm; 0,5 mm; estilos estigmas 0,3 mm. Aquenios de color marrón oscuro a negro, sésiles, obovoide, 0,6 × 0,4 mm, ápice obtuso, apiculado, superficies minuciosamente punteadas.

## Taxonomía
Queenslandiella hyalina fue descrita por (Vahl) Ballard y publicado en Icones Plantarum 3(1): , t. 3208. 1933.
Sinonimia
- Cyperus hyalinus Vahl
- Cyperus hyalinus var. substerilis (E.G.Camus) Kük.
- Cyperus suaveolens Boivin ex Cherm.
- Kyllinga hyalina (Vahl) T.Koyama
- Mariscopsis hyalinus (Vahl) Ballard
- Mariscopsis suaveolens Cherm.
- Pycreus hyalinus (Vahl) Domin
- Pycreus pumilus var. substerilis E.G.Camus
- Queenslandiella mira Domin[3]